# Blas Aínsa Domeneque
Blas Aínsa Domeneque (Híjar, 3 de febrero de 1841-Zaragoza, 27 de agosto de 1889), con nombre religioso Blas de la Virgen del Pilar, fue un sacerdote escolapio y profesor español, pionero de la observación meteorológica moderna.

## Biografía
Vinculado desde muy joven al colegio de Santo Tomás de Aquino de las Escuelas Pías de Zaragoza, con trece años ingresó en la Orden en Peralta de la Sal. Volvió a continuar sus estudios de filosofía y Teología a Zaragoza. Estudió matemáticas con el Padre Juan Manuel Palacios y con él descubrió la afición por las ciencias.
El año 1871 instaló un observatorio meteorológico en la azotea del colegio con lo último en tecnología en esas fechas, y entre 1881 y 1884 creó una red de observatorios en los colegios de los escolapios de Barbastro, Jaca, Sos del Rey Católico, Tafalla o Daroca entre otros.
El de Daroca, en la torre de los Escolapios, empezó a funcionar en 1890, después de su fallecimiento, y fue utilizado por un grupo de astrónomos estadounidenses para estudiar el eclipse solar que tuvo lugar en el año 1905: fue desmontado ese mismo año.
Realizaba una anotación exhaustiva de todos los datos recogidos que pasaba puntualmente a los periódicos de Zaragoza para que los compartieran con sus lectores y recopiladas rigurosamente, las publicó en dos tomos, en el año 1888, mereciendo el reconocimiento del rey Alfonso XII, quien el 12 de marzo de 1889, lo nombró comendador de la Real Orden de Isabel la Católica.
Por sus estudios sobre diatomeas fue nombrado socio de mérito de la Real Sociedad Económica Aragonesa de Amigos del País, que fueron continuados por José Antonio Dosset Monzón.
La Agencia Estatal de Meteorología, creada por  Real Decreto de 1887 que daba cuenta de la creación en España del Instituto Central Meteorológico, con la finalidad de que pudiera 

"calcular y anunciar el tiempo probable a los puertos y capitales de provincia, sin perjuicio de los demás trabajos científicos y prácticos que se le encomienden".

concedió a las Escuelas Pías de Aragón un galardón especial; 

"en reconocimiento a su trabajo de vanguardia en el estudio, predicción y divulgación de los datos atmosféricos, así como en la enseñanza de esta ciencia".

## Enlaces
- Biografía
- el observatorio de Daroca

- Datos: Q29982193
- Multimedia: Blas Aínsa / Q29982193